# Niamh Fahey
Niamh Fahey (Galway, 13 ottobre 1987) è una calciatrice irlandese, difensore del Liverpool e della nazionale irlandese.

## Palmarès

### Club
- Campionato inglese: 3

Arsenal: 2011, 2012
Chelsea: 2015
- FA Women's Premier League National Division: 2

Arsenal: 2008-2009, 2009-2010
- FA Women's Cup: 5

Arsenal: 2008, 2009, 2011, 2013, 2014
- FA Women's Premier League Cup: 1

Arsenal: 2008-2009